# Soddy-Daisy
Soddy-Daisy é uma cidade localizada no estado norte-americano de Tennessee, no Condado de Hamilton.

## Demografia
Segundo o censo norte-americano de 2000, a sua população era de 11.530 habitantes.
Em 2006, foi estimada uma população de 12.030, um aumento de 500 (4.3%).

## Geografia
De acordo com o United States Census Bureau tem uma área de
61,7 km², dos quais 59,7 km² cobertos por terra e 2,0 km² cobertos por água.

## Localidades na vizinhança
O diagrama seguinte representa as localidades num raio de 20 km ao redor de Soddy-Daisy.